# Гольденберг, Борис Маркович
Борис Маркович Гольденберг (2 июля 1888, Чернигов — 27 июня 1968) — организатор черниговского промышленного лозоплетения.

## Биография
Родился 2 июля 1888 года в Чернигове в еврейской семье, отец был мелким ремесленником-кустарём. Помимо идиша, владел русским и украинским языками. После еврейских погромов 1905 года вместе с отцом пытался эмигрировать в США, где в течение года они работали разнорабочими и мойщиками окон. Тем не менее, мужчины вскоре вернулись в Чернигов. Борис учился в Черниговской торговой школе. За счёт помощи еврейской общины Чернигова поступил в киевское 2-е коммерческое училище, которое окончил в 1910 году. После, до 1919 года, работал помощником бухгалтера в Торговом доме Бухрахштейна.
В 1919—1920 годах перенёс плеврит. С 1920 по 1923 год трудился в Черниговском Опродкомгубе и Губпродкоме. С 1923 по 1927 год руководил лозовым производством черниговского комитета по борьбе с безработицей. Позднее на основе предприятия было создано кооперативное товарищество «Лозоплетение», которым Гольденберг руководил до 1932 года.
В 1932 году по проекту и расчётам Гольденберга был возведён первый в СССР лозопарильный завод. С апреля 1932 по март 1937 года Гольденберг являлся директором Черниговского лозопарильного завода имени 8 марта, который входил в подчинение Укрлеспромсоюза. После реорганизации завода в кооперативное предприятие Гольденберг с марта 1937 по октябрь 1938 года занимал должность председателя правления предприятия. С октября 1938 по январь 1939 года являлся заведующим оперативным отделом завода, а с января 1939 по май 1941 года — техническим руководителем завода.
В мае 1941 года Гольденберг назначен коммерческим директором Черниговской макаронной фабрики, где работал до 23 августа 1941 года. В связи с подходом немецких войск к городу в ходе Великой Отечественной войны вместе с семьей был эвакуирован. До августа 1947 года работал в городе Киселёвск Кемеровской области на заводе № 605 Наркомата боеприпасов СССР.
С 22 октября 1947 года являлся председателем правления Черниговского артели «Лозорогозный комбинат», где было налажено производство мебели. В 1960 году на базе артели была образована Черниговская фабрика лозовых изделий.
Скончался 27 июня 1968 года. Похоронен на еврейском кладбище в Чернигове (по правой стороне центральной аллеи).

## Память

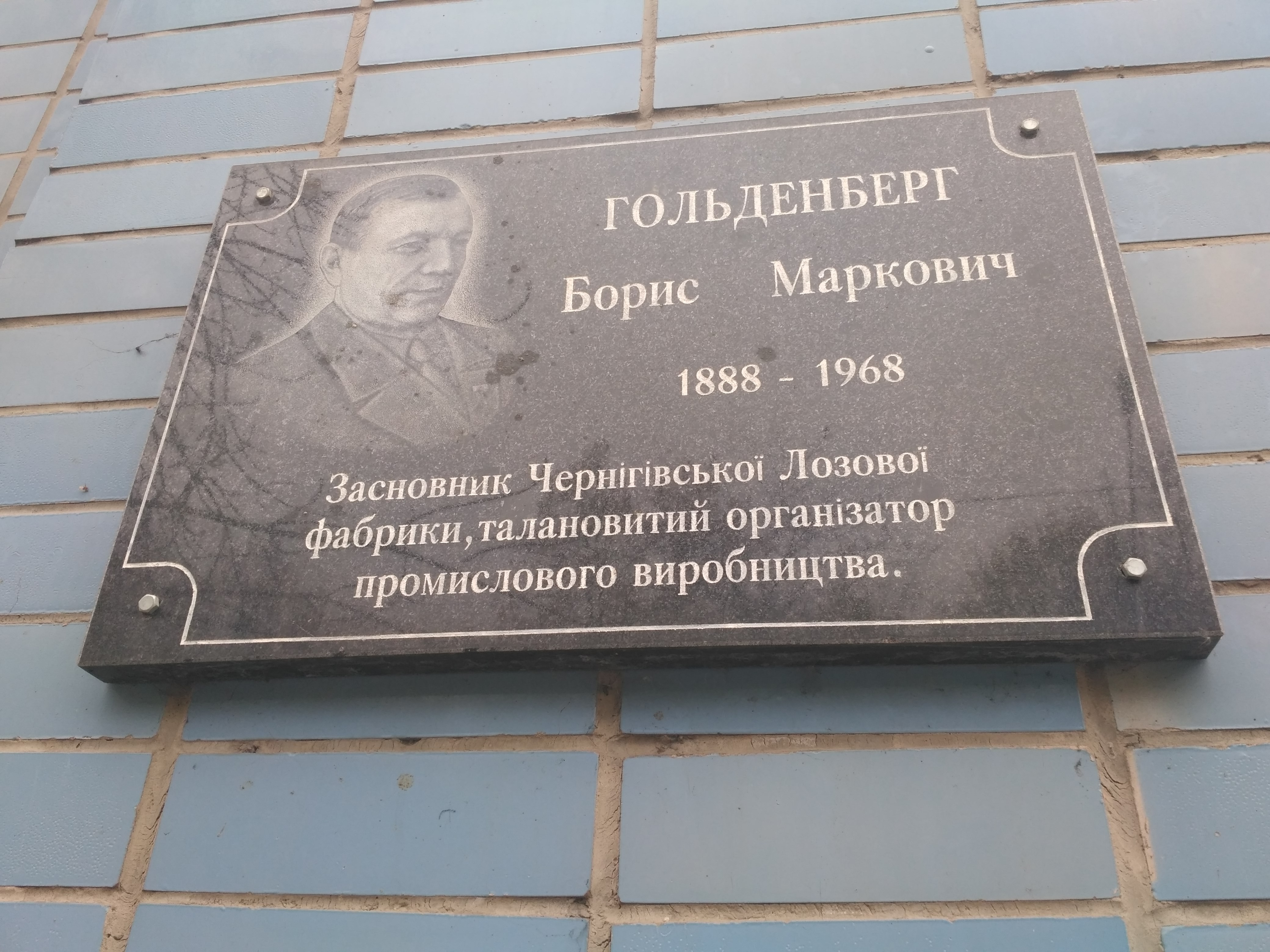
Мемориальная доска

27 июня 2013 года Черниговская еврейская община обратилась в городскому голове Чернигова Александру Соколову с инициативой о восстановление памятника на его могиле. Памятник был поставлен в октябре того же года с надписью: «Основатель Черниговской лозовой фабрики Борис Маркович Гольденберг» и ниже «Изготовлено и установлено при поддержке: Исполнительного комитета Черниговского городского совета, ООО „Черниговская лозовая фабрика“, Черниговской городской еврейской общины, БЕФ „Хасде Эстер“».
В январе 2015 года на стене лозовой фабрики (ул. Толстого, 28) была открыта мемориальная доска памяти Бориса Гольденберга.

## Семья
Жена — Эстер Моисеевна Гольденберг. Сын — Иосиф Борисович Гольденберг — профессор Магнитогорского государственного технического университета.

## Награды и звания
- Медаль «За доблестный труд в Великой Отечественной войне 1941—1945 гг.» (1946)[4].
- Знак «Отличник социалистического соревнования лесопромышленной кооперации УССР» (1948)[4]